# Stazione di Penne
Stazione di Penne 1963-ban bezárt vasútállomás Olaszországban, Penne településen.

## Vasútvonalak
Az állomást az alábbi vasútvonalak érintették:
- Pescara-Penne-vasútvonal

## Kapcsolódó állomások
A vasútállomáshoz az alábbi állomások vannak a legközelebb:
- Collatuccio-Picciano railway halt